# Subadyte albanyensis
Subadyte albanyensis är en ringmaskart som beskrevs av Sylvanus Charles Thorp Hanley och Burke 1990. Subadyte albanyensis ingår i släktet Subadyte och familjen Polynoidae. Inga underarter finns listade i Catalogue of Life.